# Ban nhạc (pop và rock)

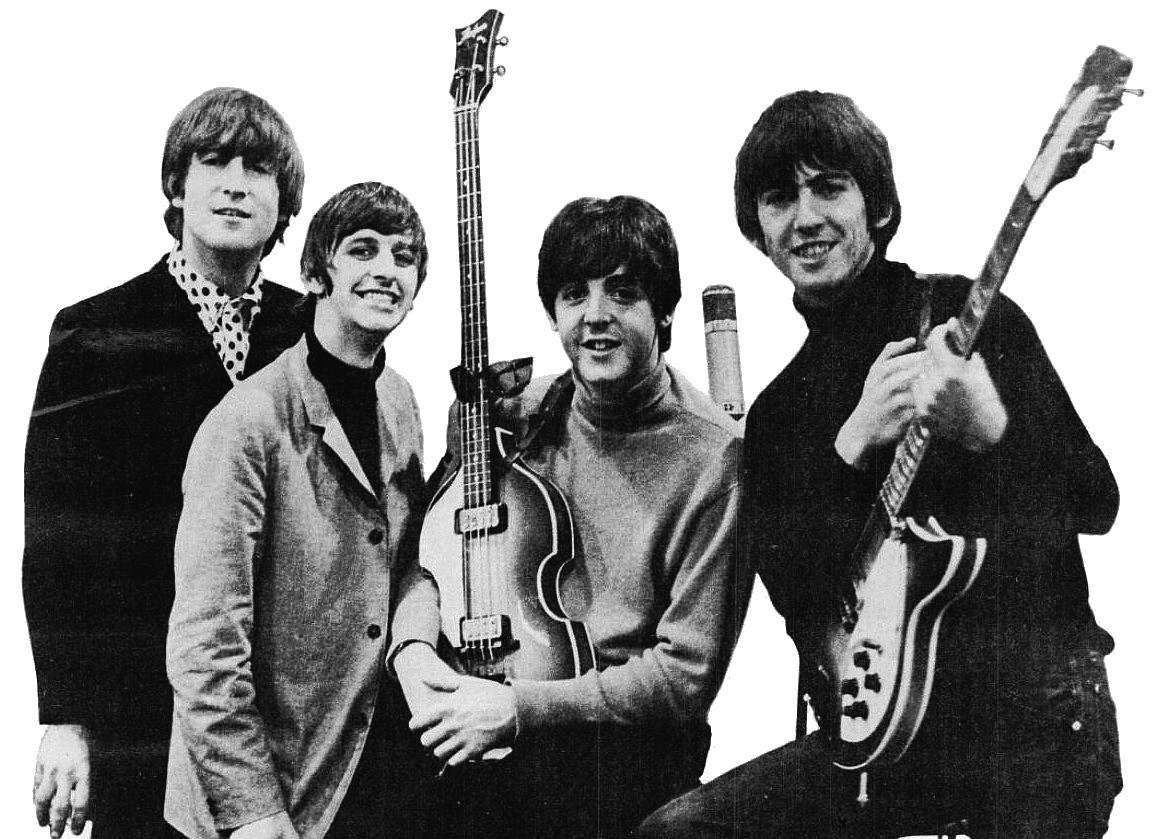
The Beatles là ban nhạc tứ tấu đến từ Liverpool, Anh. Ảnh chụp nhóm vào năm 1965 khi họ ăn mừng chiến thắng ở giải Grammy.

Ban nhạc rock hoặc ban nhạc pop (tiếng Anh: rock band hoặc pop band) là một nhóm nhạc nhỏ chuyên biểu diễn nhạc pop, nhạc rock hoặc một thể loại nhạc liên quan. Ban nhạc bốn thành viên (tứ tấu) là đội hình phổ thông nhất trong nhạc pop và rock. Trong những năm đầu tiên của âm nhạc đại chúng, đội hình bốn người thường có hai tay guitar (một lead guitar và một rhythm guitar, một trong số họ hát chính), một tay bass và một tay trống (ví dụ như the Beatles và Kiss). Một đội hình bốn người phổ thông nữa là giọng ca không chơi nhạc cụ, tay guitar điện, tay guitar bass và một tay trống (ví dụ như the Who, the Monkees, Led Zeppelin và U2). Đôi khi, ngoài các vị trí guitar điện, guitar bass và trống, đội hình còn có một nghệ sĩ keyboard (hoặc dương cầm).
Ngoài ra, ban nhạc pop và rock cũng có thể chỉ các nhóm nhạc nam (boy band) hoặc nhóm nhạc nữ (girl band). Ở những nhóm này, đa phần các thành viên không chơi bất kỳ nhạc cụ nào mà chỉ hát và nhảy. Ví dụ về những nhóm nhạc như vậy gồm Menudo, Spice Girls và các nhóm nhạc K-pop.

## Nguyên ngữ
Việc sử dụng từ ban nhạc để chỉ "nhóm nhạc sĩ" đã bắt nguồn từ năm 1659, nhằm miêu tả các nhạc sĩ được phân vào quân đoàn có khả năng chơi được nhạc cụ trong khi diễu hành. Năm 1931, từ này cũng được dùng để miêu tả "ban nhạc một người" (one man band) - tức người chơi được nhiều nhạc cụ cùng một lúc.

## Hai thành viên

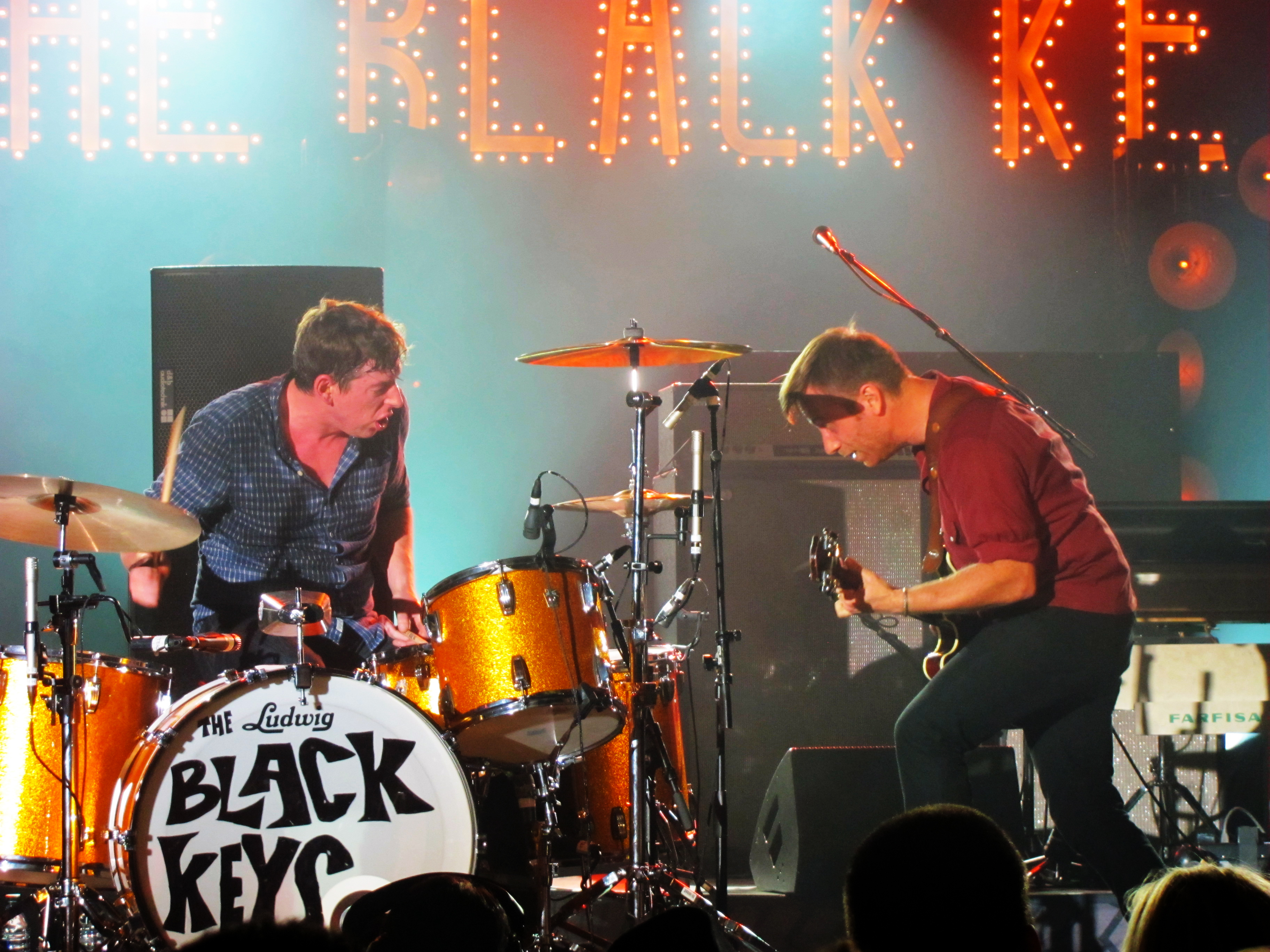
The Black Keys là ban nhạc hai thành viên gồm tay trống và tay guitar kiêm hát chính.

Ban nhạc hai thành viên/song tấu pop và rock (ví dụ như the White Stripes, Tenacious D, the Black Keys, Twenty One Pilots và Royal Blood) là những trường hợp tương đối hiếm gặp, vì khó mà trình bày được toàn bộ các nhạc tố - vốn là một phần của âm thanh nhạc pop hoặc rock (hát, bè đệm hợp âm, câu bass, và bộ gõ hoặc bộ trống). Các ban nhạc pop và rock hai thành viên (rock và pop duo) thường lược bỏ một trong những nhạc tố kể trên. Trong nhiều trường hợp, ban nhạc hai thành viên thường lược bỏ vị trí tay trống, vì các vị trí guitar, guitar bass và keyboard có thể phối hợp để tạo ra nhịp điệu.
Những ví dụ khác về các ban nhạc hai thành viên gồm MGMT, WZRD, Pet Shop Boys, Hella, Flight of the Conchords, The Ting Tings, They Might Be Giants (từ 1982 năm 1992) và T. Rex (ngay trước khi họ có được bài hit đột phá ở Anh, để rồi nhóm mở rộng đội hình lên bốn thành viên và nhiều người hơn nữa).
Khi thiết bị điện tử trở nên cực kỳ phổ biến ở thập niên 1980, chúng đã bổ trợ các nhạc tố để cho các ban nhạc hai người biểu diễn dễ dàng hơn. Các thiết bị ấy tạo điều kiện cho ban nhạc sắp xếp một số yếu tố trong tiết mục của họ, ví dụ như phần trống điện tử và câu synth bass. Các ban nhạc pop hai thành viên như Soft Cell, Blancmange và Yazoo đã sử dụng các thiết bị như vậy. Ở thập niên 1980, các ban nhạc pop chỉ có hai người biểu diễn (ví dụ như Wham!, Eurythmics và Tears for Fears) thực ra không phải nhóm hai thành viên, vì họ còn có các nhạc công ở "hậu trường" để làm đầy phần âm thanh. Những ban nhạc hiện đại sử dụng loại hình này gồm có Ninja Sex Party. Ở thập niên 1990, Local H tiếp tục hoạt động với hai thành viên sau khi họ chia tay tay bass. Ca sĩ kiêm tay guitar Scott Lucas đã điều chỉnh phần guitar của mình bằng cách thêm bass pickup cho các dây trầm hơn.
Bắt đầu từ những năm 2000, các ban nhạc rock chịu ảnh hưởng từ blues như the White Stripes và the Black Keys đã sử dụng đội hình tay guitar và trống. Đội hình của Death from Above 1979 gồm tay trống và tay guitar bass. Tenacious D là ban nhạc có hai tay guitar. Đội hình của One Day as a Lion và the Dresden Dolls đều có nghệ sĩ keyboard và tay trống. Ratatat là ban nhạc gồm hai tay guitar, họ sử dụng drum machine để tạo nhịp. Nghệ sĩ guitar Doug Blair của W.A.S.P. cũng nổi danh là thành viên của ban nhạc progressive rock hai người Signal2Noise. Trong nhóm, anh vừa chơi vị trí lead guitar vừa chơi bass, do tính năng đặc biệt từ nhạc cụ đặc chế của anh. Đó là một cây guitar điện với năm dây của guitar thường cùng với ba dây của guitar bass. Heisenflei của ban nhạc hai người the Pity Party ở Los Angeles chơi trống, đánh keyboard và hát cùng một lúc. Royal Blood và The Garden là ban nhạc hai thành viên sử dụng bass và trống cùng hiệu ứng điện tử.

## Ba thành viên

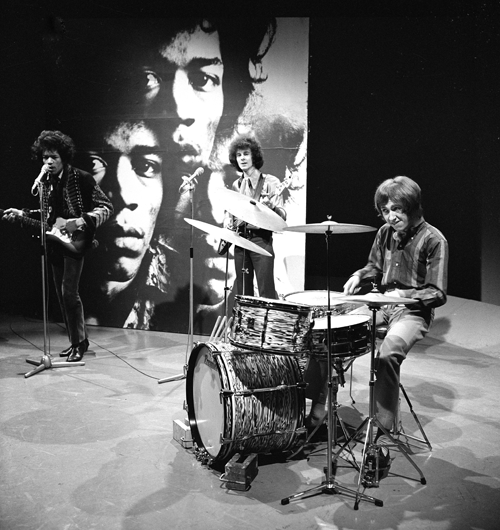
The Jimi Hendrix Experience (một nhóm power trio) biểu diễn trên truyền hình Hà Lan vào năm 1967: Từ trái qua phải: ca sĩ kiêm tay guitar Jimi Hendrix, tay bass Noel Redding và tay trống Mitch Mitchell

Đội hình nhỏ nhất thường xuất hiện trong nhạc rock là đội hình ba người (tam tấu). Trong ban nhạc hard rock, blues rock hoặc heavy metal rock, đội hình "power trio" thường được sử dụng, gồm một nghệ sĩ guitar điện, một tay bass và một tay trống. Thông thường, một hoặc nhiều thành viên trong nhóm kiêm luôn vai trò hát (đôi khi là cả ba người cùng hát, ví dụ như Bee Gees hoặc Alkaline Trio). Một vài nhóm power trio nổi tiếng với tay guitar kiêm hát chính là the Jimi Hendrix Experience, Green Day, Stevie Ray Vaughan and Double Trouble, Nirvana và Muse.

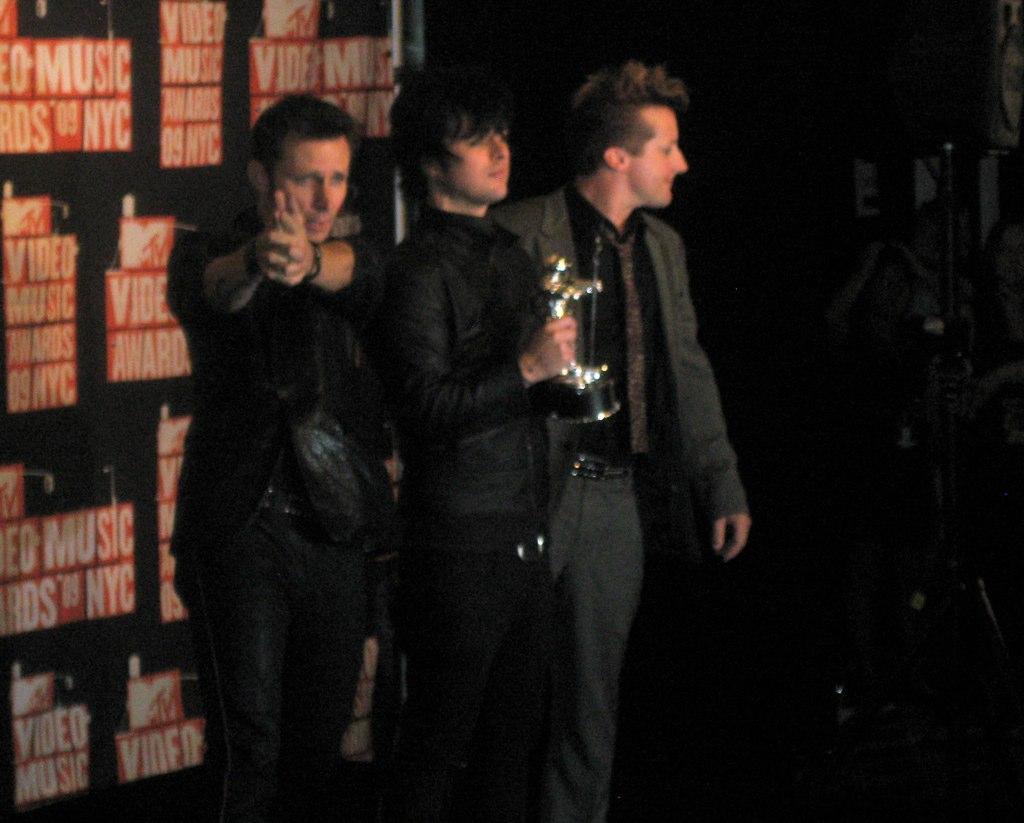
Green Day (một nhóm có đội hình power trio) tại lễ trao giải Video âm nhạc của MTV 2009: Từ trái qua phải: Tay bass Mike Dirnt, ca sĩ kiêm tay guitar Billie Joe Armstrong và tay trống Tré Cool

Một loạt ban nhạc khác có tay bass kiêm luôn vai trò hát gồm có Thin Lizzy (từ năm 1970 đến 1974), Primus, Rush, Motörhead, the Police và Cream.
Một số nhóm power trio có hai giọng ca chính. Ví dụ trong ban nhạc Blink-182, các phần hát được chia giữa tay bass Mark Hoppus và tay guitar Tom DeLonge. Hoặc trong ban nhạc Dinosaur Jr., tay guitar J. Mascis là người sáng tác ca khúc chính kiêm phần hát và tay bass Lou Barlow cũng vừa sáng tác ca khúc vừa hát.
Một thể thức khác của đội hình power trio là tam tấu organ (organ trio) với nhân sự gồm một tay guitar điện, một nghệ sĩ keyboard và một tay trống. Tuy rằng các nhóm organ trio thường nổi bật nhất nhờ gắn liền với nhạc jazz ở thập niên 1950 và 1960, ví dụ như nhóm do nghệ sĩ organ Jimmy Smith dẫn dắt, song các nhóm organ trio cũng có mặt theo phong cách hơi hướng nhạc rock, ví dụ như những ban nhạc jam jazz-rock fusion chịu ảnh hưởng từ Grateful Dead, mà cụ thể là Medeski Martin & Wood. Ở các nhóm organ trio, nghệ sĩ keyboard thường chơi đàn Hammond organ hoặc nhạc cụ tương tự, tạo điều kiện vị trí keyboard thể hiện các câu bass (bass line), hợp âm và câu đàn lead guitar (lead line). Một biến thể của organ trio là nhóm tam tấu gồm một tay bass, một tay trống và một nghệ sĩ keyboard điện tử (chơi đàn synthesizer) như ban nhạc progressive rock Emerson, Lake & Palmer.
Một nhóm power trio với tay guitar kiêm luôn phần hát chính là đội hình thu âm phổ biến, vì nghệ sĩ guitar và ca sĩ thường phụ trách sáng tác bài hát. Do đó, hãng thu âm chỉ phải đưa một "gương mặt" trình bày trước công chúng. Ban nhạc bè đệm có thể hoặc không xuất hiện trước công chúng. Nếu ban nhạc bè đệm không được tiếp thị là một phần không thể thiếu của nhóm, thì công ty thu âm có nhiều lựa linh hoạt hơn để thay thế các thành viên hoặc sử dụng các nhạc công dự bị. Đội hình này thường làm cho các bài hát nghe tương đối đơn giản và dễ tiếp cận, vì giọng ca chính vừa hát vừa chơi guitar cùng một lúc.

## Bốn thành viên

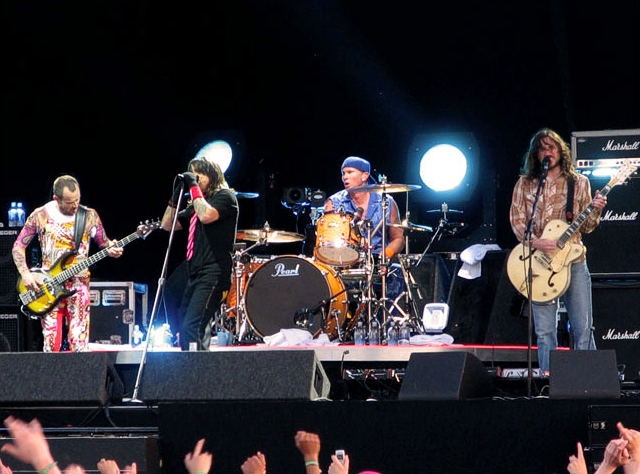
Red Hot Chili Peppers là ban nhạc bốn thành viên gồm giọng ca chính, nghệ sĩ guitar, nghệ sĩ bass và tay trống.

Ban nhạc bốn thành viên/tứ tấu là đội hình phổ thông nhất trong nhạc pop và rock. Trước khi phát triển nhạc cụ keyboard điện tử, đội hình này thường có hai tay guitar, một tay bass và một tay trống (ví dụ như The Beatles, Kiss, Metallica, Rise Against, Weezer, the Clash và the Smashing Pumpkins).
Một đội hình thông dụng nữa gồm giọng ca, tay guitar điện, tay guitar bass và tay trống (ví dụ Van Halen, The Who, Red Hot Chili Peppers, Led Zeppelin và U2). Về mặt khí nhạc, những ban nhạc này được xem là nhóm tam tấu.
Ở một số ban nhạc, đôi khi nghệ sĩ guitar cũng kiêm luôn vai trò chơi keyboard, như The Who, the Smiths và Joy Division. Một vài ban nhạc có nghệ sĩ keyboard thay cho vị trí guitar, như Bastille và Future Islands. Ở một vài ban nhạc rock, đôi khi tay bass cũng kiêm luôn vai trò chơi keyboard như Led Zeppelin và R.E.M. Nghệ sĩ keyboard thường chơi thay cho vị trí bass, trình diễn cùng ca sĩ, tay guitar và tay trống, ví dụ như the Doors. Một vài ban nhạc gồm các vị trí tay guitar, tay keyboard, tay bass và tay trống, ví dụ như Talking Heads, Small Faces và Pink Floyd.
Ở một số ban nhạc, nghệ sĩ hát chính cũng kiêm luôn vai trò chơi dương cầm và keyboard như Queen và Coldplay. Một vài ban nhạc có tay bass kiêm hát chính, như Thin Lizzy (ban nhạc bốn người từ năm 1974 trở đi), Pink Floyd, Motörhead (đội hình bốn người giai đoạn 1984–1995), NOFX, Skillet, hay thậm chí là vị trí lead guitar, ví dụ như Dire Straits, Megadeth, Weezer và Creedence Clearwater Revival. Một số ban nhạc (như the Beatles) gồm tay lead guitar, tay rhythm guitar và tay bass cùng hát chính và hát bè (ba người họ thường chơi nhạc và sáng tác trên đàn keyboard) và tay trống. Những nhóm khác như the Four Seasons lại gồm các vị trí hát chính, lead guitar, nghệ sĩ keyboard và tay bass, còn vị trí tay trống vắng mặt trong ban nhạc.

## Năm thành viên

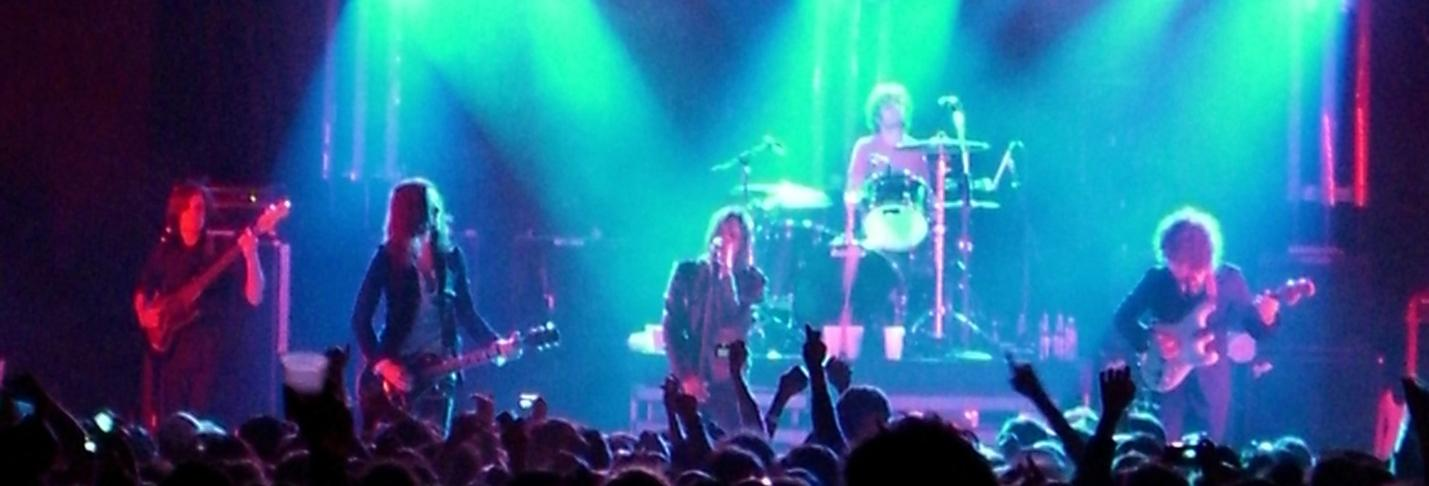
The Strokes là ban nhạc năm thành viên gồm giọng ca chính, hai tay guitar, tay bass và tay trống.

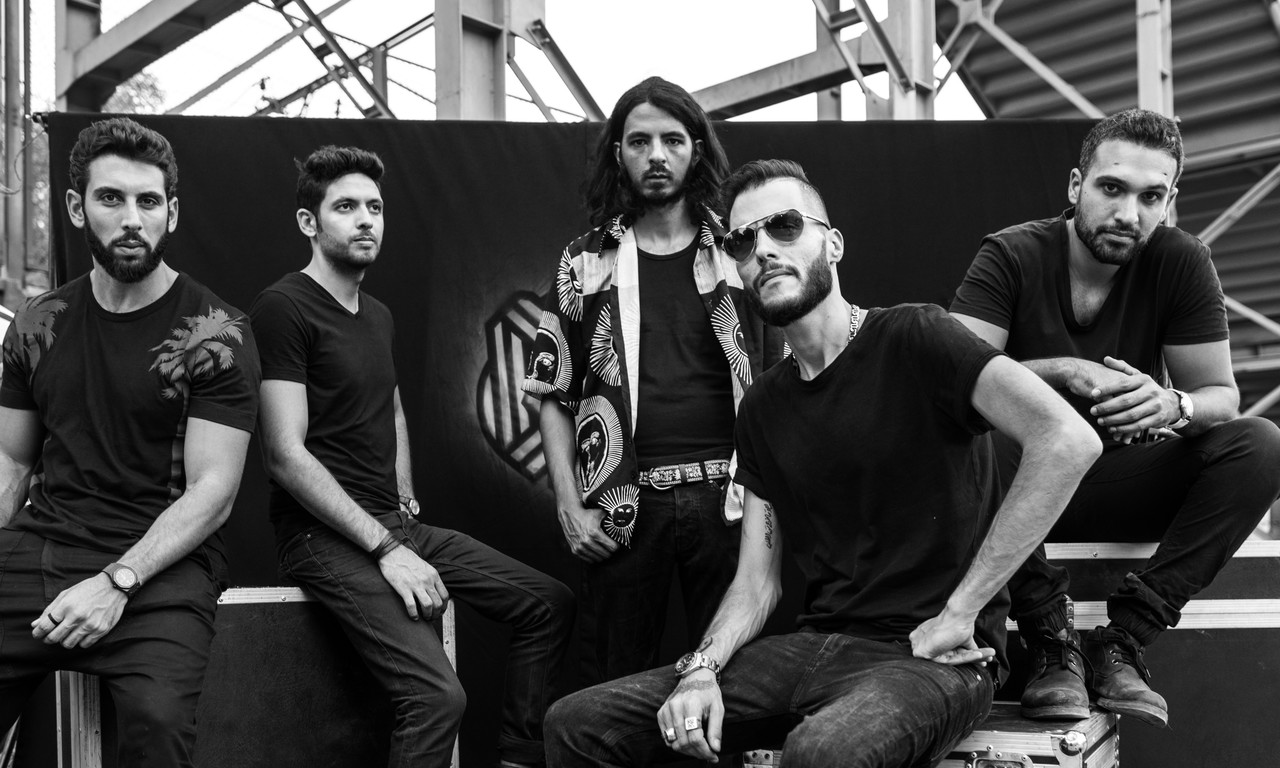
Cairokee là ban nhạc năm thành viên gồm giọng ca chính, hai tay guitar, tay bass và tay trống.

Những ban nhạc năm thành viên đã có mặt trong nhạc rock trong lịch sử phát triển của dòng nhạc này. Aerosmith, AC/DC, Def Leppard và Oasis là những ví dụ về đội hình thông dụng gồm năm thành viên - giọng ca chính, lead guitar, rhythm guitar, bass và trống. Đội hình năm người khác thay thế vị trí rhythm guitar thành nghệ sĩ keyboard–synthesizer (ví dụ như các ban nhạc Yes, Journey, Bon Jovi, Dream Theater và Deep Purple). Một đội hình năm người khác nữa thay thế vị trí rhythm guitar thành nghệ sĩ xoay bàn đĩa như ở các nhóm Deftones, Incubus hoặc Limp Bizkit.
Những đội hình năm người khác gồm có nghệ sĩ keyboard, tay guitar, tay bass, tay trống và nghệ sĩ saxophone, ví dụ như các nhóm the Sonics, the Dave Clark 5 và Sam the Sham and the Pharaohs. Ngoài ra trong đội hình năm thành viên, ba tay guitar có thể góp mặt cùng một tay bass và một tay trống, ví dụ như ở các ban nhạc Radiohead, Pearl Jam và the Byrds. Một vài ban nhạc năm người sở hữu hai tay guitar, một tay keyboard, một tay bass và tay trống. Trong trường hợp này, một hoặc nhiều nhạc công (thường là một cây guitar) phụ trách phần hát chính vừa chơi nhạc cụ của họ (ví dụ như Children of Bodom, Styx, Tally Hall, The Cars và White Reaper). Đội hình bốn người có thể nâng lên thành năm người bằng tay trống thứ hai chơi nguyên một dàn trống độc lập, ví dụ như Adam and the Ants từ năm 1980 trở đi. Ngoài ra những đội hình khác cũng có thể mở rộng số lượng tay trống lên hai người, ví dụ như Pink Fairies (1970–1971), the Glitter Band, Wizzard, Sigue Sigue Sputnik, Add N to (X) và Rialto.
Mặt khác, người hát trong ban nhạc thường mang theo một "giọng" hát nữa vào tiết mục, thông dụng nhất là harmonica hoặc bộ gõ. Ví dụ Mick Jagger chơi harmonica và nhạc cụ gõ như maraca và tambourine trong nhóm the Rolling Stones. Ozzy Osbourne chơi harmonica một vài lần cùng Black Sabbath. Các giọng ca trong ban cũng có thể sử dụng sáo, nổi bật nhất là Ian Anderson của Jethro Tull và Ray Thomas của nhóm the Moody Blues.

## Ban nhạc rock nhiều thành viên hơn

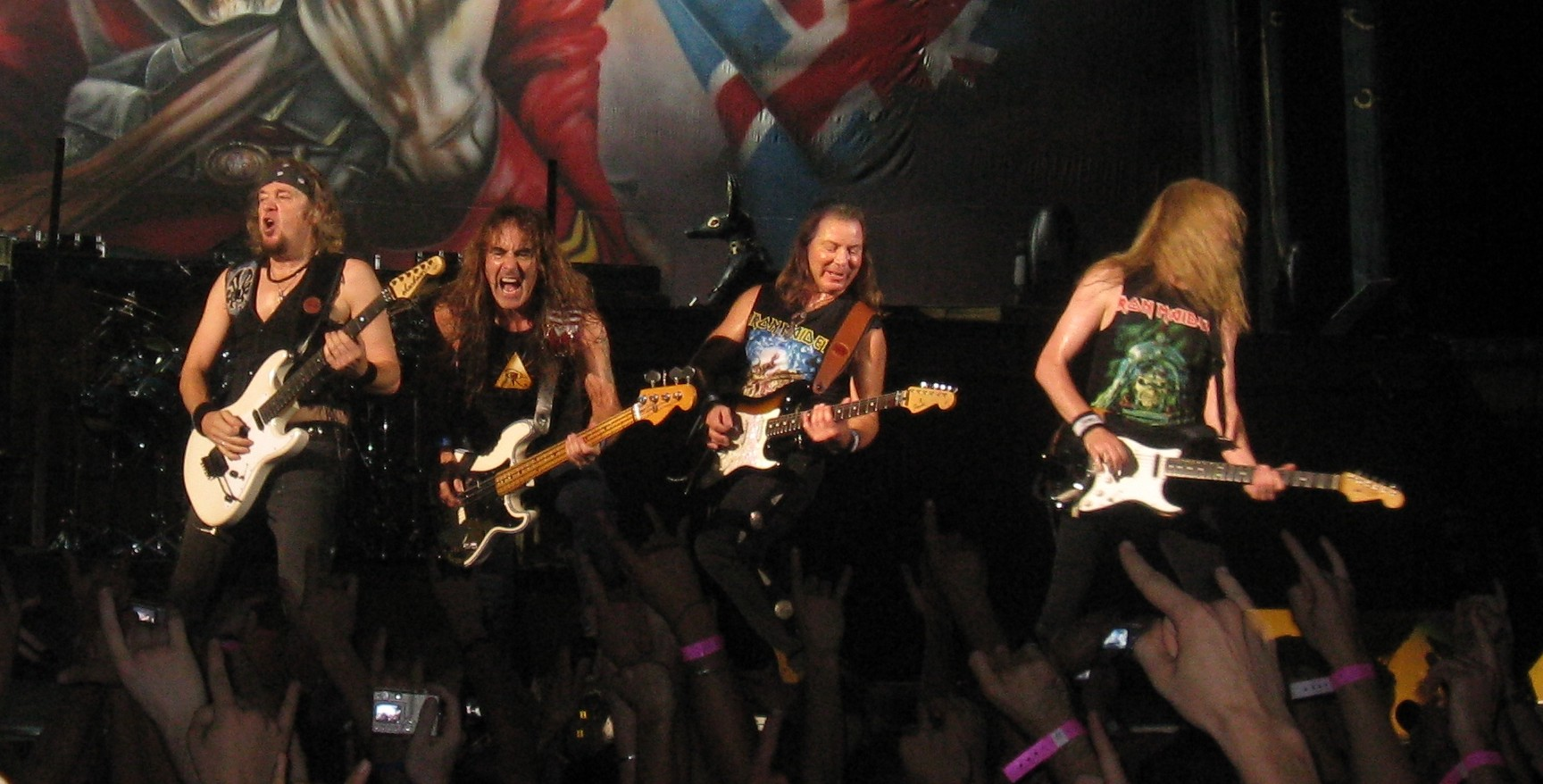
Iron Maiden là một ban nhạc gồm sáu thành viên: một giọng ca chính, ba tay guitar, một tay bass và một tay trống. Những người vắng mặt trong hình là Bruce Dickinson - hát chính và Nicko McBrain - chơi trống.

Từ lâu, những ban nhạc đông thành viên hơn đã là một phần của nhạc pop và rock, phần nào là do ảnh hưởng của mô hình "ca sĩ đi cùng dàn nhạc" được kế thừa từ big-band jazz và swing, và được các nghệ sĩ Frank Sinatra và Ella Fitzgerald phổ cập. Nhằm tạo ra đội hình đông người hơn, các ban nhạc rock thường bổ sung một tay guitar nữa, một tay keyboard nữa, một nhạc công chơi bộ gõ nữa hoặc một tay trống thứ hai, một nhóm thuần chơi kèn cor (horn), và thậm chí là một nghệ sĩ thổi sáo. Một ví dụ là ban nhạc rock sáu thành viên Toto với các vị trí hát chính, tay guitar, tay bass, hai nghệ sĩ keyboard và tay trống. Những ví dụ khác gồm ban nhạc người Úc INXS và ban nhạc người Mỹ Blondie. Đội hình của hai nhóm này đều gồm sáu thành viên - một giọng ca chính, hai tay guitar, một tay keyboard, một tay bass và một tay trống. Ban nhạc heavy metal người Mỹ Slipknot gồm chín thành viên - một giọng ca chính, hai tay guitar, một tay bass, một tay trống, hai nghệ sĩ chơi bộ gõ đặc chế, một nghệ sĩ xoay bàn đĩa và một người phụ trách sample. Ban nhạc người Brasil Titãs (hiện đang có ba thành viên) từng có tới tám thành viên vào cuối thập niên 1980, gồm ba ca sĩ chính, hai tay guitar, một tay bass, một tay keyboard và tay trống.
Ở những nhóm đông thành viên hơn (ví dụ như the Band), các nhạc công có thể chơi nhiều nhạc cụ, qua đó tạo điều kiện cho cả nhóm tạo ra sự kết hợp của nhiều nhạc cụ hơn. Nhiều ví dụ tương tự hiện đại hơn có thể kể đến ban nhạc Arcade Fire và Edward Sharpe and the Magnetic Zeros. Ở những trường hợp hiếm gặp hơn, các nhóm nhạc pop và rock thường có hẳn toàn bộ/một phần dàn nhạc giao hưởng hỗ trợ bè đệm cho họ. Ở các dàn nhạc ấy, bè đệm đàn dây được sử dụng để làm nổi bật âm thanh của những bản nhạc ballad chậm. Cuối thập niên 1970, Rhys Chatham và Glenn Branca bắt đầu biểu diễn cùng các dàn nhạc gồm từ 10 đến 100 (Branca) và thậm chí là 400 cây guitar. Một vài nhóm nhạc sở hữu đông thành viên chơi cùng một nhạc cụ, ví dụ như guitar, keyboard, kèn cor và nhạc cụ dây.

## Vai trò của phụ nữ

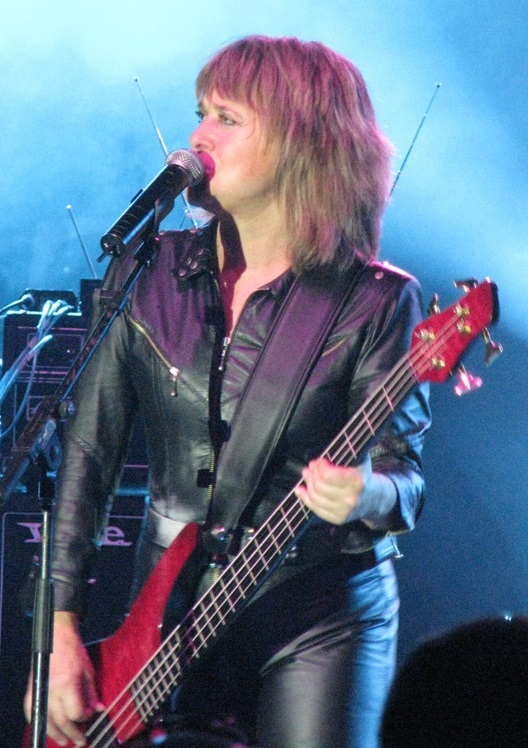
Suzi Quatro là một ca sĩ kiêm tay bass và thủ lĩnh ban nhạc. Khi bắt đầu sự nghiệp vào năm 1973, cô là một trong số ít các nữ nhạc công và thủ lĩnh ban nhạc tiên phong.

Với tư cách ca sĩ, phụ nữ có vai trò cực kỳ nổi bật trong nhiều phong cách nhạc đại chúng. Tuy nhiên, những nhạc công nữ chuyên nghiệp lại ít phổ biến trong nhạc đại chúng, đặc biệt là các thể loại rock như heavy metal. "Chơi trong ban nhạc là một hoạt động tương tác của nam, tức là học biểu diễn trong một ban nhạc chủ yếu là trải nghiệm của ... đám đàn ông, được hình thành bởi các mạng lưới tình bạn phân biệt giới tính hiện có." Tương tự, nhạc rock "...thường được định nghĩa là hình thức nổi loạn của phái nam đối với văn hóa phòng the của phái nữ." Trong âm nhạc đại chúng, "sự phân biệt về giới giữa sự tham gia công khai (của nam) và riêng tư (của nữ)" đã tồn tại trong âm nhạc." Một số học giả nhận định rằng nam giới đã loại trừ nữ giới khỏi các ban nhạc hoặc các buổi tập, thu âm, trình diễn và hoạt động xã hội khác của ban nhạc." "Phụ nữ chủ yếu được xem là những người tiêu dùng thụ động và riêng tư thứ nhạc pop dở tệ, bóng bẩy và được chế tác sẵn, loại trừ họ khỏi [cơ hội] tham gia [ban nhạc] để trở thành các nhạc sĩ rock nổi tiếng." Một trong những lý do khiến các ban nhạc có thành viên của cả hai giới hiếm khi tồn tại là vì "các ban nhạc hoạt động như các đơn vị gắn bó khăng khít, khi mà tính đoàn kết và quan hệ xã hội của những người cùng giới đóng một vai trò quan trọng." Ở thập niên 1960, trong giới nhạc pop, "đôi khi một cô gái hát được xem là màn giải trí chấp nhận được, song việc cô ấy chơi nhạc cụ...thì hoàn toàn không được."
"Sự nổi loạn của nhạc rock đa phần là nổi loạn của nam giới. Ở thập niên 1950 và 1960, phụ nữ (thường là các thiếu nữ) trong nhạc rock thường hát những bài hát thể hiện sự phụ thuộc hoàn toàn vào các bạn trai nam tính của họ..." Philip Auslander cho rằng "Tuy rằng có nhiều phụ nữ trong nhạc rock tính đến cuối thập niên 1960, đa số họ chỉ thể hiện trong vai trò ca sĩ - vị trí truyền thống của nữ giới trong nhạc đại chúng". Mặc dù một vài phụ nữ chơi nhạc cụ trong các ban nhạc garage rock toàn thành viên nữ, chẳng có ban nhạc nào gặt hái thành công vượt tầm địa phương. Vì thế mà họ "không mang lại khuôn mẫu cho thấy phụ nữ liên tục tham gia vào nhạc rock".:2–3 Liên quan tới thành phần giới tính của các ban nhạc heavy metal, một nhận định cho rằng "các nghệ sĩ biểu diễn heavy metal gần như do nam giới độc tôn" "...ít nhất đến giữa thập niên 1980" trừ "...các ngoại lệ như Girlschool." Tuy nhiên, "...giờ đây [ở thập niên 2010], có lẽ xuất hiện nhiều phụ nữ chơi nhạc metal mạnh mẽ hơn bao giờ hết giơ nắm đấm lên thách thức và bắt đầu hành động nghiêm túc", "tạo nên vị thế đáng kể cho chính họ." Khi Suzi Quatro xuất hiện vào năm 1973, "chẳng có nhạc sĩ nữ nổi bật nào khác trong nhạc rock vừa làm ca sĩ, vừa sáng tác bài hát và làm thủ lĩnh ban nhạc".:2 Theo Auslander, cô ấy "đã phá cánh cửa dành cho nam giới trong rock and roll và chứng minh rằng một nữ nhạc sĩ... (và là điểm mà tôi cực kỳ chú ý) có thể chơi nhạc tốt, nếu không nói là tốt hơn nam giới".:3

## Đội hình biến thể
Nhiều ban nhạc vẫn duy trì các đội hình khác nhau song nhất quán ở các buổi thu âm so với khi trình diễn trực tiếp. Ví dụ Toxic Holocaust chỉ có một thành viên duy nhất trong phòng thu trong 10 năm đầu hoạt động, song vẫn lưu diễn dưới hình thức ban nhạc và các thành viên bổ trợ trên sân khấu. Trong hàng thập niên, Genesis duy trì hai đội hình nhất quán: Tony Banks, Mike Rutherford và Phil Collins trong phòng thu, còn Chester Thompson và Daryl Stuermer luôn là các thành viên xuất hiện nhằm hỗ trợ các tiết mục diễn trực tiếp.